# 惠特尼 (內華達州)
惠特尼（英語：Whitney）是位於美國內華達州克拉克縣的普查規定居民點。

## 歷史
惠特尼的郵局於1932年設立，其後於1959年停運。

## 人口
根據2020年美國人口普查的數據，惠特尼的面積為17.64平方千米，皆為陸地。當地共有人口49061人，而人口密度為每平方千米2,781.24人。